# دهه ۱۱۶۰ (پیش از میلاد)
دهه ۱۱۶۰ (پیش از میلاد) صد و شانزدهمین دهه قبل از مبدا شروع تقویم میلادی است.